# Erbgesessener
Ein Erbgesessener oder „erbgesessener Hausmann“ war Besitzer eines langfristig, meist über mehrere Erbgänge, im Eigentum einer Familie befindlichen „Platzes“ (Bauernhof mit Ländereien).
Aus dem Kreis dieser Eigenerben wurden bis zur Neuzeit in ländlichen Regionen meistens die unteren Richterämter, etwa Bauernrichter, in Ostfriesland und anderen Küstenregionen auch die Deich- und Sielrichter besetzt. In Ostfriesland wurden aus den erbgesessenen Hausleuten zudem die Deputierten des dritten Standes (Hausmannsstand) der ostfriesischen Landschaft rekrutiert. Den ersten Stand bildete der Adel, den zweiten die Städte. Eine erbgesessene Familie durfte ein eigenes Siegel und Wappen führen. In Hamburg bildete sich im 15. Jahrhundert die Trennung von grundbesitzenden Bürgern und der übrigen Einwohnerschaft heraus. In Sachsen gab es auch die Form Erbbesessener für den Dorfbewohner mit Grundbesitz.

## Regionale Unterschiede

### Ostfriesland
Die Erbgesessenen in Ostfriesland wurden auch als „Hausmann“ bezeichnet, welche auch „Hausleute“ oder „Eigenerfden“ genannt wurden. Diese hatten das Recht am Landtag durch Deputierte teilzunehmen. Die Hausleute bildeten den dritten Stand, neben dem Adel und den Städten. Der Klerus spielte in Ostfriesland keine Rolle.
Der Hausmannsstand teilte über Jahrhunderte die Ortsämter wie Deichrichter, Sielrichter, Schüttmeister, Kirchenvogt und Poelrichter untereinander auf und bildete aufgrund der daraus resultierenden Exklusivität eine nahezu konkurrenzlose Elite. Der kaum vorhandene Adel in der Region begünstigte diesen Aufstieg, so dass die Hausleute als Grundbesitzer und Eigentümer von nicht selten mehreren Pachthöfen, dieses Herrschaftsvakuum ausfüllten und oft dieselbe Stellung im Dorfgefüge einnahmen wie Adlige Grundherren anderer Gegenden. Trotz der allgemeingültigen Freiheitsprivilegien und trotz der genossenschaftlich organisierten Landesgemeinden waren letztlich eben doch nicht alle Friesen gleich.
Die Hausleute Ostfrieslands waren ein Sonderfall im Europäischen Bauernstand, der sich vornehmlich in den ostfriesischen Stammesgebieten entwickelte und sich dennoch stark vom Bauernstand der bekannten Ständepyramide unterschied. Es handelte sich eher um einen Landedelmann, der nicht selten einen wirtschaftlichen Status erreichte, der es ihm erlaubte, sich von der täglichen Arbeit zu befreien, sich ganz dem Handel und der Überwachung des eigenen Betriebes zu widmen und sich somit vom Standesbewusstsein zwischen Adel und nicht-Adel bewegte.
Die Hausleute setzten in der Ständeversammlung die Steuern fest, welche in Ostfriesland selbst vom Adel zu entrichten waren. Sie waren stets darauf bedacht wirtschaftliche Vorteile zu ihren Gunsten zu entwickeln und zählten somit am Anfang des 18. Jhd. zu den Ersten, welche eine ausgeklügelte Fruchtwechselwirtschaft in der Landwirtschaft einführten.
Neuere Erkenntnisse belegen, dass der Hausmannsstand in Ostfriesland eine selbstbewusste Position im Staatsgefüge einnahm und durch sein schon frühes kapitalistisches Wirtschaftsverhalten den Fortschritt der Region befeuerte. Die Zugehörigkeit zu diesem Stand war stark an den Besitz gebunden. Die Bemessungsgrenze der Zugehörigkeit, war seit 1620 auf mindestens 25 Grasen eigenem oder 50 Grasen Land in Erbpacht festgelegt.
Der Begriff Hausleute entwickelte sich vermutlich aus dem alten Wort „Huslotha“ und bezeichnete jene Friesen, welche die „Huslotha“ also den Königszins für die friesische Freiheit abführten, was sich vermutlich später in den Begriff „Huisluid“ wandelte, welcher ins Deutsche übersetzt „Hausleute“ bedeutet. Da sich die ersten freien Friesen mit der Huslotha vom feudalen System loskaufen konnten und somit eine Reichsunmittelbarkeit erlangten, verleitete dieser Umstand manchen Geschichtsschreiber dazu, den Hausmannsstand als eigentümlichen, friesischen Volksadel zu sehen, da er zwischen sich und dem Kaiser persönlich, keine feudale Instanz akzeptieren musste. So hielten sie auch lange Zeit, eine nicht zu unterschätzende, politische Macht in den Händen und die Grafen sowie später die Fürsten Ostfrieslands mussten in nicht unerheblichem Maße mit den Hausleuten konkurrieren, denn ohne die Zustimmung derselben, durfte kaum etwas entschieden werden. Dieses Kompetenzgerangel, speziell die Steuerhoheit betreffend, mündete letztlich in einen Bürgerkrieg, dem sogenannten Appelle-Krieg 1724–1726.
Der ländliche Adel in Ostfriesland war an Grundbesitz zwar oft überlegen, bewegte sich ansonsten allerdings auf Augenhöhe mit den Hausleuten. Der Standesunterschied zwischen Adel und Hausleuten manifestierte sich erst nach dem Sieg über Napoleon Bonaparte im Jahr 1815. Nachdem alle Standesprivilegien 1807 unter Napoleon aufgehoben wurden, was in Ostfriesland den Adel sowie den Hausmann betraf, war die Wandlung vom mitbestimmenden Stand, hin zum vermögenden Landwirt vollzogen. Das Landtagsrecht für die Hausleute entfiel und war durch die neue Kommunalordnung der Franzosen ersetzt worden. Da die Hausleute außerhalb Ostfrieslands keine Standeslegitimation hatten, blieb es nach 1815 dabei. Betrachtet man die damalige Sozialstruktur, so fällt schnell auf, dass Hausleute und landsässiger Adel vor 1815 in einem Wechselspiel von Konkurrenz und Partnerschaft agierten. Die lokale Herrschaft der Hausleute wird auch als „adelsanaloge Bauernoligarchie“ bezeichnet.